# Flugplatz Flensburg-Schäferhaus

i7
i11
i13
Der Flugplatz Flensburg-Schäferhaus (IATA-Code: FLF, ICAO-Code: EDXF) ist ein Verkehrslandeplatz in Flensburg-Weiche. Benannt ist der drei Kilometer westlich der Flensburger Innenstadt gelegene Flugplatz nach dem angrenzenden Gebiet Schäferhaus, zugehörig zum Stadtteil Friesischer Berg und in direkter Nachbarschaft zum Stiftungsland Schäferhaus.

## Geschichte

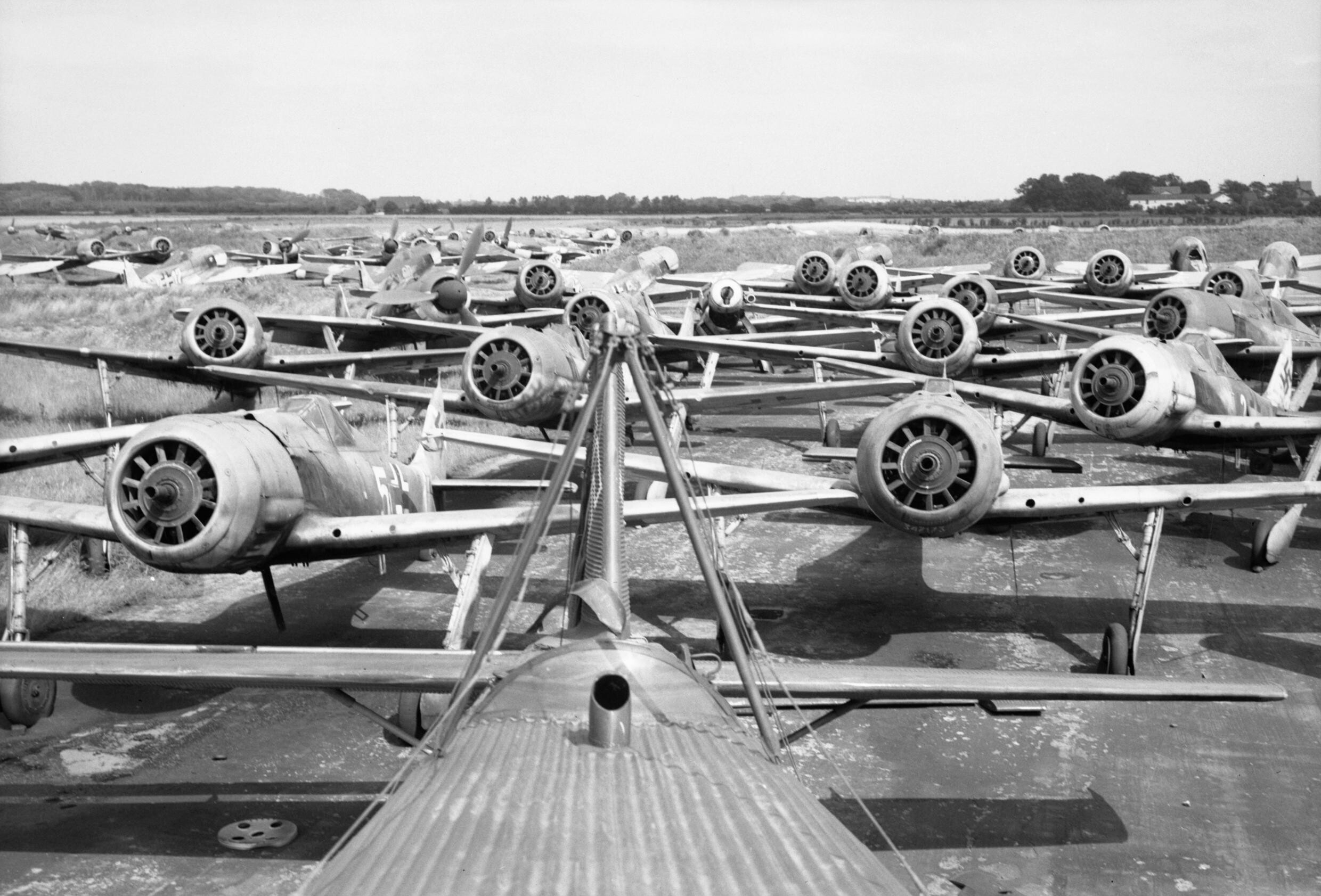
Nach Kriegsende 1945 wurden hier Maschinen der Luftwaffe gesammelt.

Im 19. Jahrhundert befand sich an der Stelle des heutigen Flensburger Flugplatzes ein großer Exerzierplatz, der nicht mit der älteren, namensgleichen, kleineren Exe zu verwechseln ist, die näher an der Innenstadt liegt. Am 9. Juli 1911 führte der Rostocker Kaufmann Carl Schall (Alter Adler, Flugführer-Zeugnis Nr. 89) mit seinem Grade-Eindecker den ersten Start eines Flugzeugs vom Exerzierplatz aus, um damit Schauflüge vor Publikum zu vollführen.
Im Jahr 1917 wurde der Flensburger Flugbetrieb des Weiteren durch den Seefliegerhorst Fahrensodde, acht Kilometer nordöstlich von Schäferhaus am Rande von Mürwik gelegen, erweitert. Nach dem Ersten Weltkrieg war Deutschland durch den Versailler Vertrag zur weitgehenden Abrüstung verpflichtet. Alle militärischen Flugbauwerke verbot der Vertrag, so dass sie demontiert werden mussten. In Folge wurde auch der Flugplatz Flensburg-Schäferhaus, genauso wie der Seefliegerhorst Fahrensodde, weitgehend zurückgebaut. In der Zeit zwischen 1923 und 1932 begannen Flensburger beim neu eingerichteten Segelfliegerhorst Kielseng Segelflüge durchzuführen.
Am 10. August 1925 begann der Flugbetrieb der Fluglinie Hamburg–Kiel–Westerland.
Als Adolf Hitler am 23. April 1932 für seine Rede im Flensburger Stadion zur preußischen Landtagswahl der 4. Wahlperiode nach Flensburg kam, landete er in Schäferhaus und stieg im Bahnhofshotel (später: Hotel Europa) ab. Am 19. April 1936 nahm die Fluggesellschaft Lufthansa den Sommerverkehr auf.
Beim Ausbau des Flugplatzes 1940 wurde dafür unter anderem der Bereich des südlich liegenden Weinberges planiert. Der Name des Platzes lautete während des Zweiten Weltkrieges „Fliegerhorst Flensburg-Weiche“, die Alliierten bezeichneten ihn als Airfield B.166, das mehrfach Ziel der Luftangriffe auf Flensburg war. Zum Kriegsende war der Flughafen mit deutschen Jagdmaschinen belegt. Am 6. Mai 1945 besetzte ein britisches Vorauskommando, möglicherweise unter Beteiligung amerikanischer Soldaten, das Gelände und übernahm die Kontrolle über den Flugverkehr. Erst anschließend, vom 8. bis zum 13. Mai, wurde die eigentliche Stadt durch britische Truppen besetzt, mit Ausnahme des Mürwiker Sonderbereiches mit dem Sitz der letzte Reichsregierung, der letztlich am 23. Mai besetzt wurde.
Nach Kriegsende nutzte die British Air Force of Occupation den Platz noch kurze Zeit weiter, so waren dort im Sommer 1945 bis zu drei Staffeln Typhoon IB der 1. Canadian Air Division, einem Einsatzkommando der kanadischen Luftstreitkräfte, stationiert. Am 20. Juli 1948 sprengten die Besatzer die Rollbahn.
Am 1. August 1963 flog erstmals eine Maschine auf der Fluglinie Flensburg–Hamburg. Zwei Jahre später, am 2. April 1965 richtete die Lufthansa eine Pilotenschule ein. Südlich und nördlich war der Flugplatz dabei weitgehend vom Truppenübungsplatz Von-Briesen-Kaserne umschlossen. Nach Auflösung der Kaserne wurde die Landebahn verlängert.
Von 1968 bis 1971 hat die Deutsche Lufthansa hier ihre Nachwuchspiloten bis zum Erwerb der Privatpilotenlizenz geschult. Ein Teil der Schüler (damals noch keine weiblichen) half am 29. Juni 1969 bei der Bewertung der Ziellandungen anlässlich des Deutschlandfluges. Die Lufthansa-Schulflugzeuge wurden an dem Tag in Reihe aufgestellt, nahmen aber nicht daran teil.
In den 1970er-Jahren gab es eine Linienflugverbindung nach Frankfurt am Main mit Zwischenstopp in Kiel. Im Jahr 2003 stellte die Fluggesellschaft Northern Air Charter, die hauptsächlich Frachtflüge anbot, ihren Betrieb ein.

## Flugbetrieb
Wasserflugzeuge, welche die Wasserflugstation Flensburg-Sonwik anfliegen, gehören Fluggesellschaften, die sich in Schäferhaus niedergelassen haben. Ursprünglich wurden diese Flüge allein durch Clipper Aviation angeboten. Im Januar 2015 übernahm Baltic Seaplane den Flugbetrieb für Wasserflugzeuge.

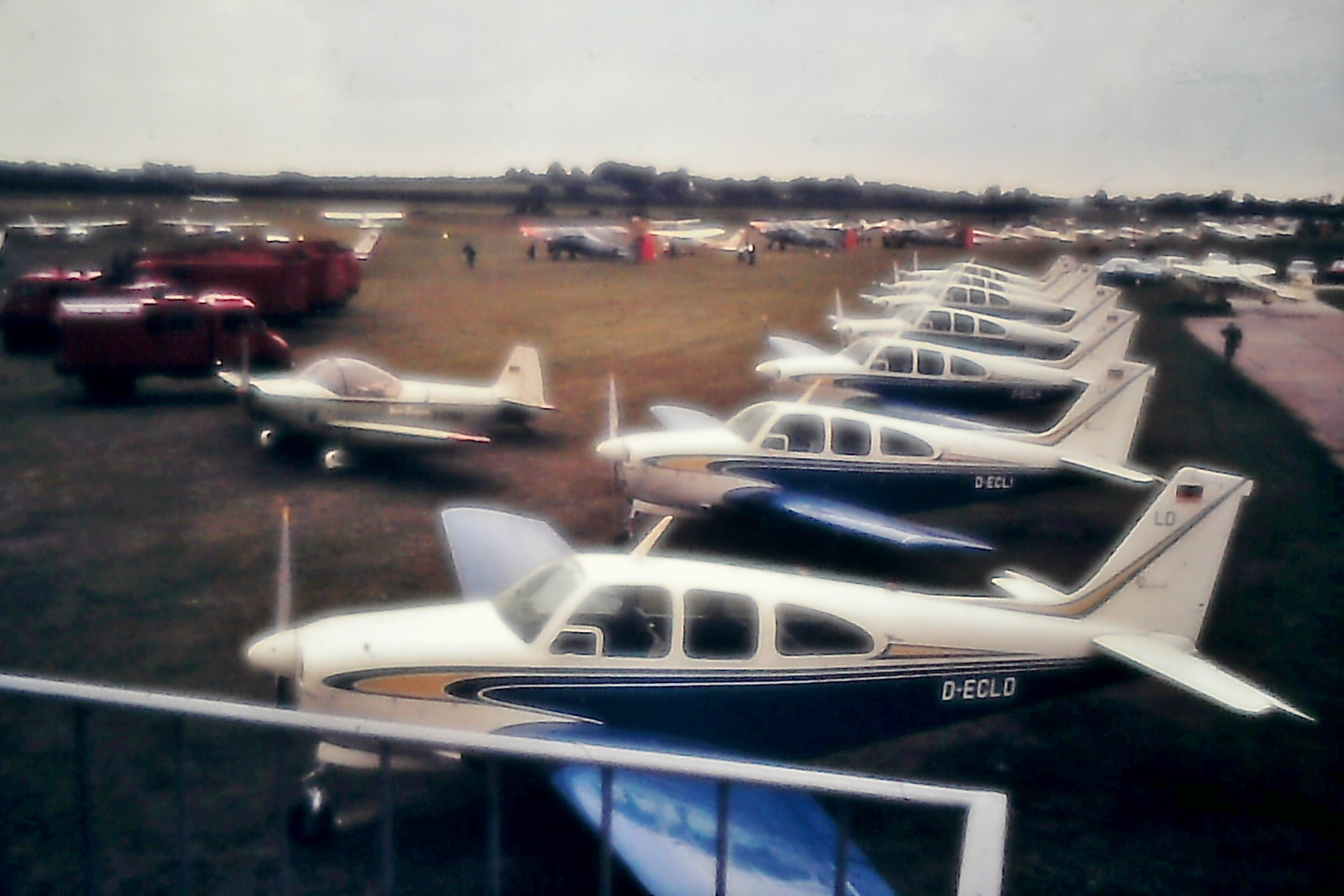
Deutschlandflug 1969 mit aufgereihten Debonairs der DLH
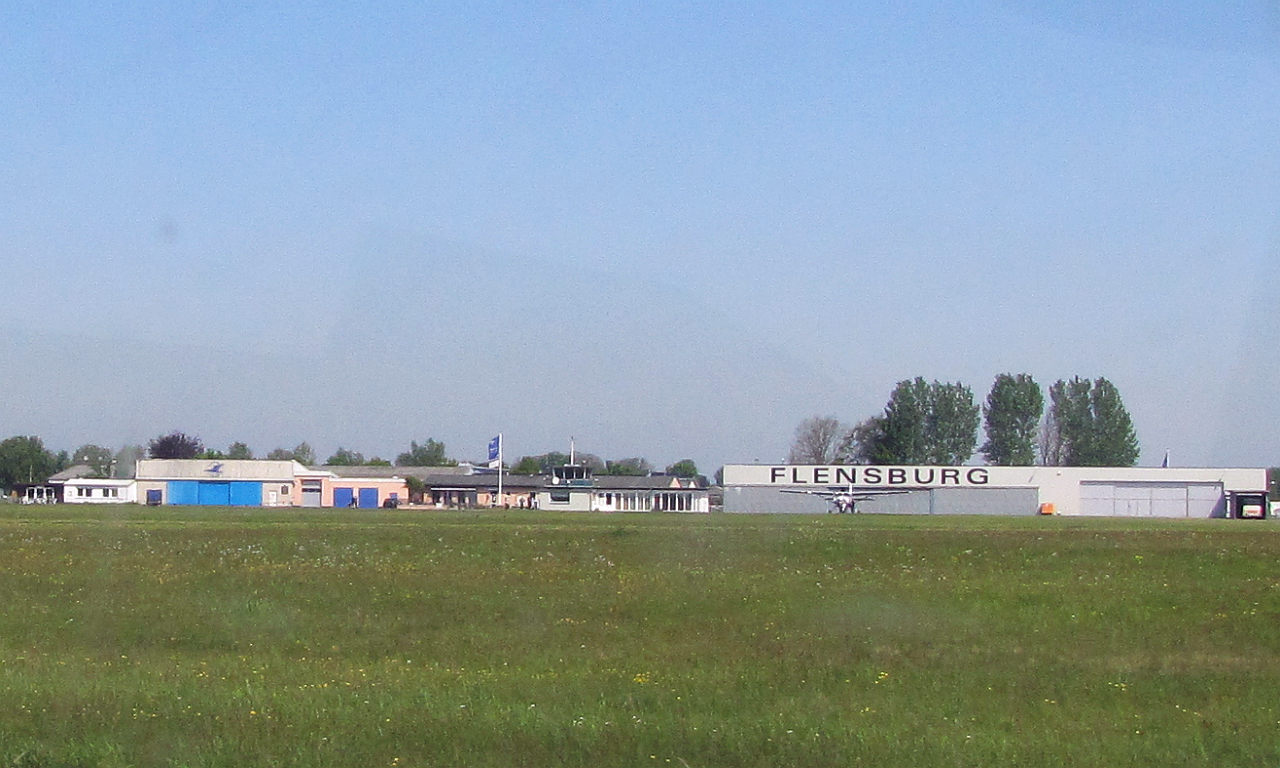
Terminal und Hangars aus Runway-Sicht
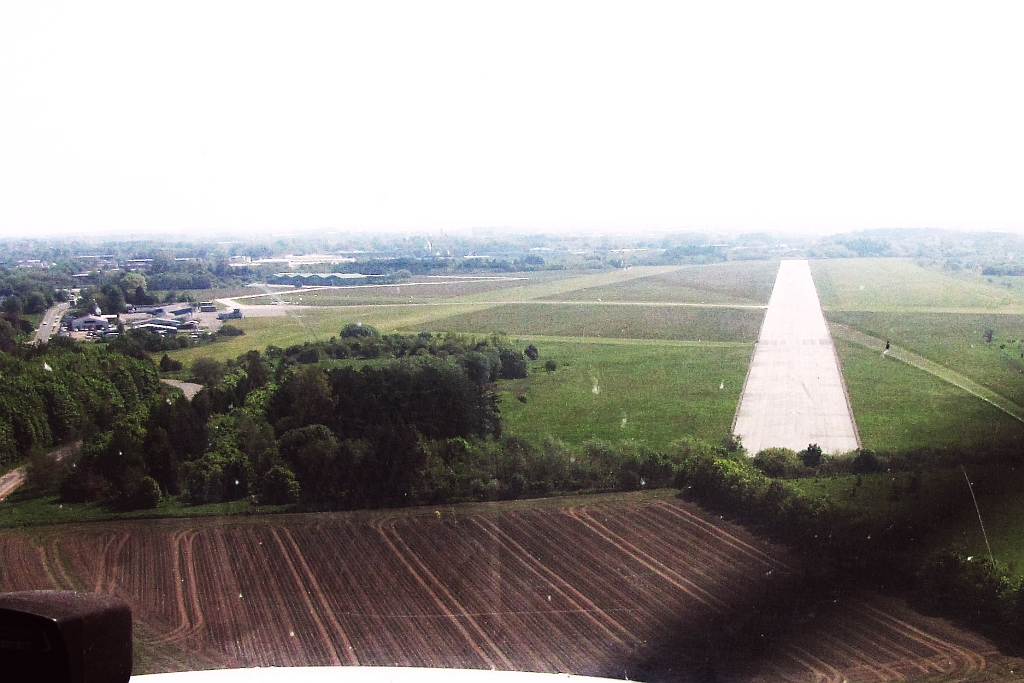
Landeanflug aus NW auf 11/29
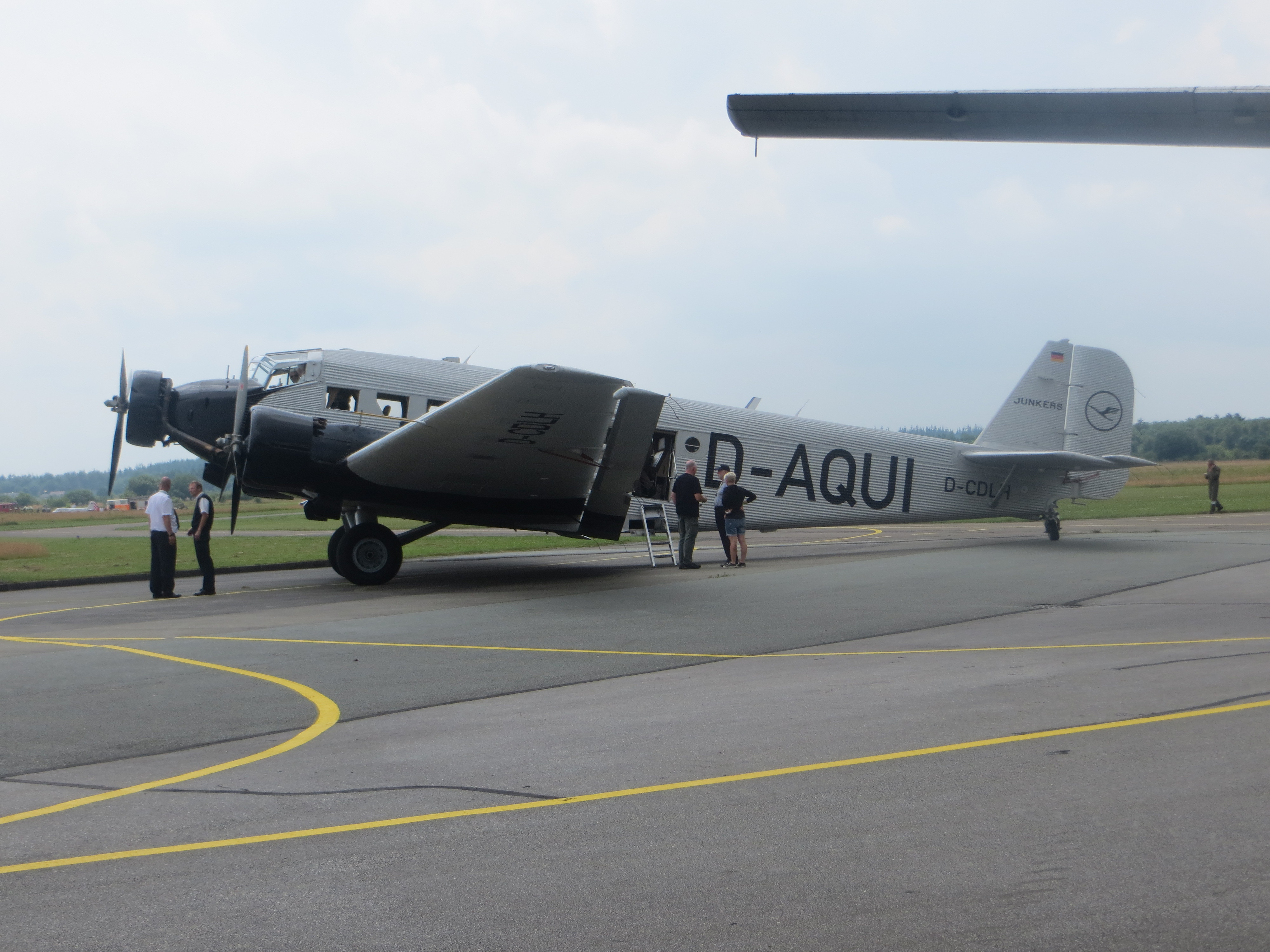
Lufthansa Museumsmaschine JU-52 D-AQUI zu Gast beim Flugtag 2014

## Anbindung
Zwischen dem Flensburger ZOB und Handewitt halten die Busse der Linie 33 halbstündlich an der Haltestelle Schäferhaus. Betrieben werden sie von den Verkehrbestrieben Schleswig-Flensburg GmbH (VSF) in Kooperation mit den Gorzelniaski Omnibusbetrieb.